# Melanoplus pinctus
Melanoplus pinctus är en insektsart som beskrevs av Scudder, S.H. 1897. Melanoplus pinctus ingår i släktet Melanoplus och familjen gräshoppor. Inga underarter finns listade i Catalogue of Life.